# 尾寮山
尾寮山，位於臺灣高雄市茂林區茂林里與屏東縣三地門鄉青山村、大社村的交界處，峰頂海拔1,427公尺，為台灣小百岳之一。該山峰地處荖濃溪支流濁口溪與隘寮溪支流埔羗溪、大社溪的分水嶺上，立有二等三角點1653號。

## 峰群
- 大津：水基會三角點，編號高屏77，254公尺。
- 大津
- 前峰
- 西峰
- 西北峰

## 外部連結
- 中華民國健行登山會 （页面存档备份，存于）
- 自然步道 - 尾寮山登山步道 - 山林悠遊網 （页面存档备份，存于）
- 茂林國家風景區暢遊茂林旅遊景點三地門鄉尾寮山登山步道 （页面存档备份，存于）
- 旅遊資訊 - 自然步道 - 尾寮山登山步道